# Jochen Hippel
Jochen Hippel (* 14. Oktober 1971 in Frankfurt am Main) ist ein deutscher Musiker, der während der 16-Bit-Computerära Musik für Computerspiele und -demos arrangierte und komponierte.
Während seiner Schulzeit experimentierte Hippel mit dem C64. Später gehörte er unter dem Pseudonym Mad Max der Gruppe The Exceptions (kurz: TEX) an, die Demos für den Atari ST entwickelte.
Hippels Musik basierte häufig auf Klassikern der C64-Musik anderer Komponisten und wurde für den ST-Soundchip YM2149 von ihm neu arrangiert. Den YM2149 konnte Hippel durch eigene Programmierung sehr weit ausreizen, sodass bspw. Klänge ähnlich dem im C64 verwendeten SID erreicht wurden, die mit dem Soundchip des Atari ST nicht möglich schienen.
Hippels Auftraggeber für die Umsetzung der musikalischen Untermalung kommerzieller Spieletitel von anderen Plattformen sowie auch für originäre Kompositionen für Spiele war hauptsächlich Thalion Software. Remixe dieser Werke veröffentlichte Hippel auf dem CD-Album Give it a try.
Als Mitglied von TEX hatte er ebenso wie die gesamte Gruppe selbst in der Demoszene des Atari ST einen großen Bekanntheitsgrad. Veröffentlichungen von TEX, wie bspw. LCD (Little Color Demo) oder B.I.G.-Demo (Best In Galaxy), zeigen durch technische Tricks ungeahntes Potenzial des Atari ST, indem sie z. B. durch Displaylist-Interrupts die gesamte Farbpalette eines ST gleichzeitig auf dem Bildschirm darstellen, obwohl dies von den Entwicklern der Hardware so nicht vorgesehen war.
Die Demogruppe TEX schloss sich später der Allianz The Union an und leistete einen Beitrag zu The Union Demo.
Aktuell ist Hippel in der Logistikbranche tätig.

## Spiele mit Musik von Hippel
| Spiel                                 | Jahr | System(e)                 | Publisher        | Kommentar                   |
| ------------------------------------- | ---- | ------------------------- | ---------------- | --------------------------- |
| 5th Gear                              | 1988 | Atari ST, Commodore Amiga | Hewson           |                             |
| Amberstar                             | 1992 | Atari ST, Commodore Amiga | Thalion          |                             |
| Astaroth – The Angel of Death         | 1989 | Atari ST, Commodore Amiga | Hewson           |                             |
| Atomino                               | 1990 | Atari ST                  | Psygnosis        |                             |
| Atomix                                | 1989 | Atari ST, Commodore Amiga | Thalion          |                             |
| Bad Cat                               | 1988 | Atari ST                  | Rainbow Arts     |                             |
| B.C. Kid                              | 1992 | Commodore Amiga           | Ubisoft          |                             |
| Battle Valley                         | 1989 | Commodore Amiga           | Hewson           |                             |
| Chambers of Shaolin                   | 1989 | Atari ST, Commodore Amiga | Thalion          |                             |
| Circus Attractions                    | 1988 | Atari ST                  | Rainbow Arts     |                             |
| Crime Time                            | 1990 | Atari ST                  | Starbyte         |                             |
| Curse of Ra                           | 1990 | Atari ST                  | Rainbow Arts     |                             |
| Crush!                                | 1991 | Atari ST                  | Budgie UK        |                             |
| Cybernoid II: The Revenge             | 1989 | Atari ST                  | Hewson           | Original von Jeroen Tel     |
| Dragonflight                          | 1990 | Atari ST, Commodore Amiga | Thalion          |                             |
| Dugger                                | 1988 | Atari ST                  | Linel            |                             |
| Enchanted Lands                       | 1990 | Atari ST, Commodore Amiga | Thalion          |                             |
| Ghost Battle                          | 1991 | Atari ST, Commodore Amiga | Thalion          |                             |
| Grand Monster Slam                    | 1989 | Atari ST                  | Rainbow Arts     |                             |
| Great Courts II                       | 1990 | Atari ST                  | Ubisoft          |                             |
| The Great Giana Sisters               | 1987 | Atari ST                  | Hewson           | Original von Chris Hülsbeck |
| In 80 Days around the World           | 1988 | Atari ST                  | Rainbow Arts     |                             |
| Insects in Space                      | 1990 | Atari ST                  | Hewson           |                             |
| Jinks                                 | 1988 | Atari ST                  | Rainbow Arts     |                             |
| The Last Ninja                        | 1988 | Atari ST                  | System 3         |                             |
| Leavin Teramis                        | 1989 | Atari ST, Commodore Amiga | Thalion          |                             |
| Lethal Xcess – Wings of Death II      | 1991 | Atari ST, Commodore Amiga | Eclipse Software |                             |
| Masterblazer                          | 1991 | Atari ST                  | Rainbow Arts     |                             |
| Monster Business                      | 1991 | Commodore Amiga           | Eclipse Software |                             |
| MUDS – Mean Dirty Ugly Sports         | 1990 | Atari ST                  | Rainbow Arts     |                             |
| Ninja Remix                           | 1990 | Atari ST, Commodore Amiga | System 3         |                             |
| A Prehistoric Tale                    | 1990 | Atari ST, Commodore Amiga | Thalion          |                             |
| Pro Tennis Tour II                    | 1990 | Atari ST                  | Ubisoft          |                             |
| Rings of Medusa                       | 1989 | Atari ST                  | Starbyte         |                             |
| Rings of Medusa II – Return of Medusa | 1991 | Atari ST, Commodore Amiga | Starbyte         |                             |
| Roll-Out                              | 1989 | Atari ST                  | Procovision      |                             |
| The Seven Gates of Jambala            | 1989 | Atari ST, Commodore Amiga | Thalion          |                             |
| Spaceball                             | 1988 | Atari ST                  | Rainbow Arts     |                             |
| Starball                              | 1988 | Atari ST                  | Rainbow Arts     |                             |
| Stormlord                             | 1989 | Atari ST                  | Hewson           |                             |
| Tangram                               | 1990 | Atari ST, Commodore Amiga | Thalion          |                             |
| To be on top                          | 1988 | Atari ST, Commodore Amiga | Rainbow Arts     | Original von Chris Hülsbeck |
| Tom & Jerry: Hunting High And Low     | 1989 | Atari ST                  | Magic Bytes      |                             |
| Tom & Jerry II                        | 1989 | Atari ST                  | Magic Bytes      |                             |
| Tower FRA                             | 1990 | Commodore Amiga           | Thalion          |                             |
| Transworld                            | 1990 | Atari ST                  | Starbyte         |                             |
| Turrican                              | 1990 | Atari ST                  | Rainbow Arts     | Original von Chris Hülsbeck |
| Turrican II – The final Fight         | 1991 | Atari ST                  | Rainbow Arts     | Original von Chris Hülsbeck |
| Turrican III – Payment Day            | 1993 | Atari ST                  | Rainbow Arts     | (Credits)                   |
| Warp                                  | 1989 | Atari ST, Commodore Amiga | Thalion          |                             |
| Wings of Death                        | 1990 | Atari ST, Commodore Amiga | Eclipse Software |                             |
| Z-Out                                 | 1990 | Atari ST                  | Rainbow Arts     |                             |

Für die Spiele Atomix (1990) und Trex Warrior – 22nd Century Gladiator (1991) steuerte Hippel die Musik für das Thalion Intro bei.